# Kukasjärvi, Övertorneå kommun
Kukasjärvi, tidigare Kukkasjärvi, är en by i Hietaniemi socken i sydvästra utkanten av Övertorneå kommun, nära gränsen till Kalix kommun. Byn är belägen vid sjön Kukasjärvis nedre ände. Grannbyar är Grubbnäsudden och Bodträsk.
Kompositören Stefan Nilsson är född och uppvuxen i Kukasjärvi.

## Etymologi
Egennamnet kommer från finskans ord för blomma, "kukka", och "insjö", järvi. På svenska skulle ortnamnet kunna översättas till Blomsjön.